# Sarbanissa bala
Sarbanissa bala là một loài bướm đêm trong họ Noctuidae.